# Нижняя Рудня
Нижняя Рудня (укр. Нижня Рудня) — село на Украине, находится в Коростенском районе Житомирской области.
Код КОАТУУ — 1824287005. Население по переписи 2001 года составляет 88 человек. Почтовый индекс — 11121. Телефонный код — 4148. Занимает площадь 0,338 км².